# Sfânt patron

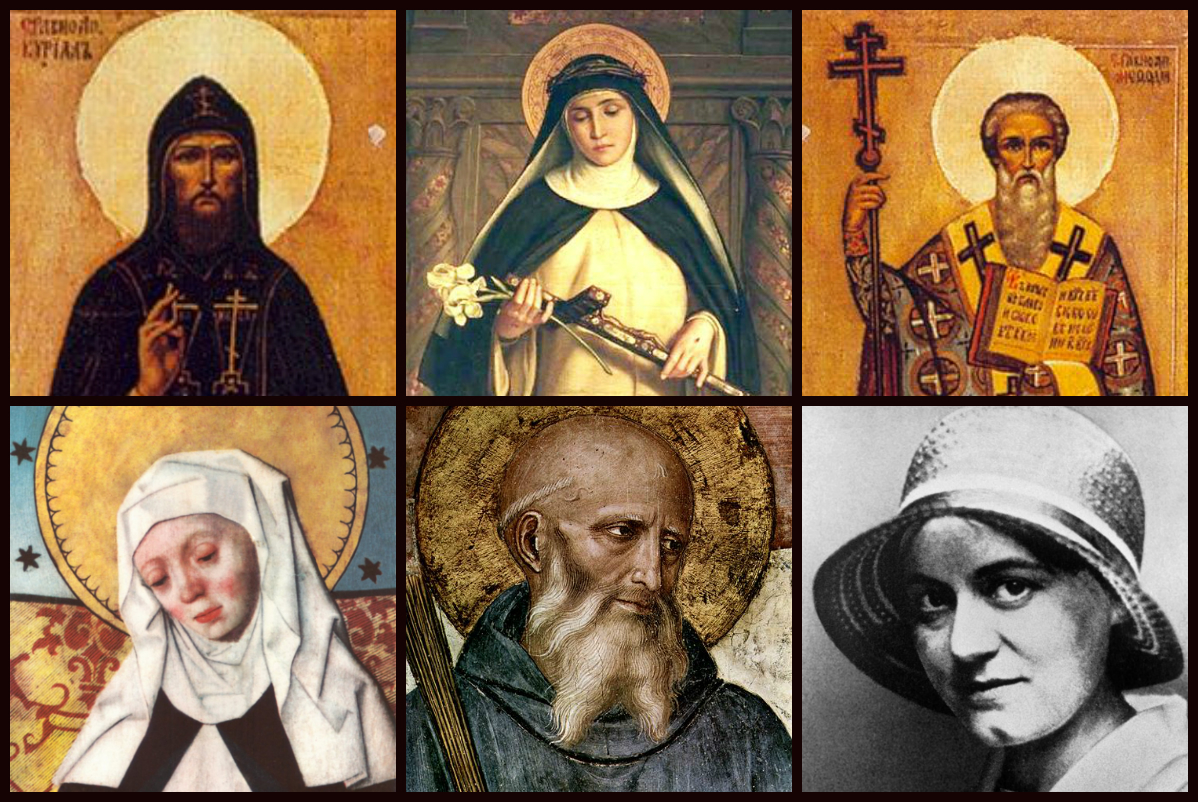
Sfinții patroni ai Europei: Chiril și Metodiu, Brigita a Suediei, Ecaterina de Siena, Sfântul Benedict și Edith Stein.

Sfântul patron este protectorul sau ocrotitorul spiritual al unei persoane, biserici, capele sau instituții de caritate sau de învățământ, respectiv al unei localități sau regiuni. Ziua de sărbătoare a sfântului patron este numită zi de hram sau patronim. Cuvântul „hram” provine din limba slavonă și înseamnă „casă”. Cuvântul „patronim” are la bază latinescul „patronus” (la rândul său derivat din „pater” – tată), adică patron, cu sensul de protector.  
La sârbii ortodocși există și un sfânt patron al familiei, sărbătorit potrivit calendarului iulian. Această tradiție este denumită slava.
După tradiția Bisericilor Ortodoxă și Catolică fiecare biserică în momentul în care se târnosește de către episcop primește un patronaj.
Acesta poate fi o persoană venerată ca sfântă, un eveniment din istoria mântuirii (Buna Vestire, Nașterea Domnului, Învierea Domnului, Înălțarea Domnului), respectiv un atribut al lui Dumnezeu (Sfânta Înțelepciune) sau o descriere a lui Dumnezeu (Sfânta Treime). 
După iconografia ortodoxă și greco-catolică icoana hramului se așează în iconostas în rândul întâi, la dreapta, alături de icoanele împărătești: Mântuitorul Iisus Hristos și Maica Domnului.